# Нове життя (серіал, Туреччина)
«Нове життя» — турецький драматичний телесеріал. Прем'єра в Туреччині відбулася 3 вересня 2020 року на телеканалі «Kanal D», в Україні — 15 грудня 2020 року на телеканалі «Інтер».

## Сюжет
Капітан, Адем Шахін, щойно пішов зі спецназу. Одного разу він знаходить собі  роботу у Тимура Каратана -  багатого і впливового бізнесмена. Все, що потрібно робити - захистити його дружину, Ясемін Каратан. Адем приймає пропозицію про роботу. Спочатку Адем і Ясемін ненавидять одне одного, але якщо ця ненависть переросте в кохання, то всім буде погано.

## Актори та ролі
| Актор               | Роль           |
| ------------------- | -------------- |
| Серкан Чайоглу      | Адем Шахін     |
| Меліса Асли Памук   | Ясемін Каратан |
| Таянч Айдин         | Тимур Каратан  |
| Нілпері Шахінкая    | Невін Шахін    |
| Іпек Філіз Язиджи   | Гьокче Каратан |
| Ніса Софія Аксонгур | Едже Шахін     |

## Трансляція в Україні
- Вперше серіал транслювався з 15 грудня 2020 по 8 січня 2021 року на телеканалі «Інтер», з вівторка по четвер о 12:25 по дві серії.
- Вдруге серіал транслювався з 13 вересня по 6 жовтня 2022 року на телеканалі «К1», будні о 17:50 по дві серії.

## Український дубляж
Українською мовою серіал дубльовано телекомпанією «Інтер» у 2020 році. Ролі дублювали: Олександр Завальський, Дмитро Нежельський, Ігор Журбенко, Юлія Шаповал і Юлія Малахова.